# Antihypertensiva

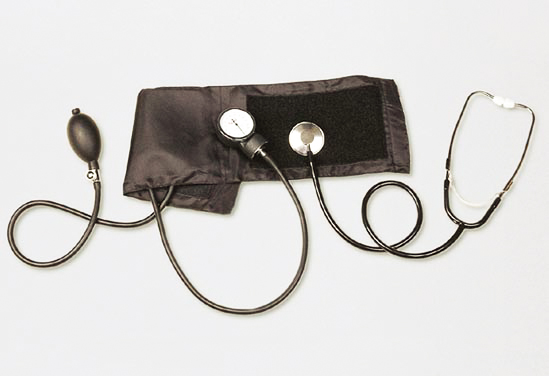
bloeddrukmeter met veermanometer

Onder antihypertensiva verstaan we geneesmiddelen die de bloeddruk verlagen. Door een hoge bloeddruk te verlagen wordt beschadiging van hart, nieren, hersenen, ogen en andere organen voorkomen.
De belangrijkste bloeddrukverlagende middelen zijn:
- Bètablokkers
- Diuretica
- Calcium-instroomblokkerende middelen
- ACE-remmers en Angiotensine II-antagonisten

## Indicatie
Hypertensie of hoge bloeddruk is geen ziekte, maar een risicofactor. Dat wil zeggen dat iemand met een hoge bloeddruk geen klachten heeft en geen belemmeringen ervaart, maar wel een verhoogd risico loopt op andere ziekten, voornamelijk op hart- en vaatziekten, met name op vernauwde kransslagaders, met als gevolg angina pectoris en hartinfarct, en de slagaders naar de hersenen met CVA oftewel een beroerte als mogelijk gevolg. Verder kan hypertensie gepaard gaan met afwijkingen van de nierfunctie en met hartproblemen zoals boezemfibrillerenen met hartfalen. In de ogen kan retinopathie optreden, zij het minder vaak dan bij diabetes mellitus.
Voor de hart- en vaatproblemen is hoge bloeddruk een van de risicofactoren; andere zijn roken, te hoog cholesterol (LDL), overgewicht, bewegingsarmoede, en CVA of hartklachten in de familie en/of de voorgeschiedenis.
Aan de hand van deze factoren kan de kans op problemen worden ingeschat, en volgt een advies met de bedoeling het risico dat er binnen tien jaar als gevolg daarvan problemen ontstaan, terug te brengen tot kleiner dan 5%. Een dergelijke behandeling heeft ook nadelen en bijwerkingen. Gelukkig zijn er verschillende middelen: als de patiënt het ene middel slecht verdraagt, kan een ander gegeven worden. In jargon wordt gesproken over NNT (numbers needed to treat (het aantal patiënten dat je moet behandelen om één ernstig CVA of hartinfarct te voorkomen) en NNH (numbers needed to harm: het aantal patiënten die je moet behandelen om één ernstige complicatie te veroorzaken).
Stel een bepaalde groep heeft 15% kans op een beroerte. Door ze te behandelen met een anti-stollingsmiddel zakt deze kans tot 8%. NNT om één beroerte te voorkómen is dan 14. Dat wil dus zeggen dat 14 mensen een middel slikken om één beroerte te voorkomen. Stel dat het middel bij een op de duizend een  maagbloeding veroorzaakt, dan is NNH gelijk aan 1000.
De bloeddruk wordt weergegeven door twee getallen, bijvoorbeeld 125/80. Het eerste getal, de systolische bloeddruk of bovendruk, is de druk die aan de slagaders wordt doorgegeven tijdens het samentrekken van de hartkamer.
Het tweede, kleinere getal is de diastolische bloeddruk, dat is de druk die in de slagaders blijft bestaan als het hart zich ontspant. De bloeddruk wordt traditioneel weergegeven in mm Hg (millimeters kwik). Hoewel de systolische druk meer dan de diastolische beïnvloed wordt door emoties, blijkt een gemiddelde van een aantal metingen een betere voorspeller van orgaanschade. Als vuistregel wordt er behandeld boven 140 mm Hg, bij diabeten boven de 130 mm Hg.

## Oorzaak
1. Verreweg de meeste hypertensie is "essentiële" hypertensie, waarmee gezegd wordt dat de oorzaak onbekend is. Mogelijk speelt het enorme zoutgebruik (6 gram per dag terwijl 1 gram genoeg is) een rol. Drop is een bekende bloeddrukverhoger; ook als de drop niet zout is; in drop zit zoethout verwerkt en dat verhoogt de bloeddruk. Ook overgewicht is een factor in  het ontstaan van hypertensie.
2. Onder wittejassenhypertensie verstaat men het fenomeen dat bij sommige mensen de bloeddruk stijgt als ze medisch personeel zien. Zulke mensen wordt tegenwoordig geleerd zelf de bloeddruk te controleren.
3. Bij een minderheid is een oorzaak van de hypertensie aan te tonen:
  - Een nierfunctiestoornis verhoogt de bloeddruk; overigens is het omgekeerde ook het geval: hypertensie verslechtert de nierfunctie.
  - Vernauwing van de nierslagader; of van de aorta boven de aftakking daarvan.
  - Hormonale stoornissen; bijvoorbeeld tumoren van de bijnierschors (syndroom van Cushing, syndroom van Conn) of van het bijniermerg (feochromocytoom).
  - Medicatie: bijvoorbeeld corticosteroïden, anticonceptiepil; amfetamines (methylfenidaat; Ritalin).

## Behandeling
Stoppen met roken is het beste wat de patiënt kan doen; meer bewegen en afvallen komen direct daarna.
Medicamenteus werkt ieder middel weer anders in op de ingewikkelde manier waarop de bloeddruk geregeld wordt.
Het effect van de vier belangrijkste groepen is ongeveer gelijk; de keuze wordt bepaald door de bijwerkingen of eventuele comorbiditeit.

### Werking
De bloeddruk wordt door allerlei mechanismen op peil gehouden. Belangrijk hierbij zij de kleine vertakkingen van de slagaders, de arteriolen. Deze hebben een kraanfunctie. Algehele verwijding van de arteriolen veroorzaakt bloeddrukdaling.
Daarnaast is de vulling van het systeem van belang; de nier zal vocht vasthouden als de bloeddruk te laag is, waardoor de druk weer stijgt. Diuretica zetten de nier aan om meer vocht uit te scheiden. Bovendien lijken ze een vaatverwijdend effect te  hebben.
Daarnaast maakt de nier renine aan, dat de vorming van angiotensineI uit angiotensinogeen in gang zet. Angiotensine I  wordt door Angiotensine Converting Enzyme, ACE, omgezet in Angiotensine II. Angiotensine II verhoogt de bloeddruk door de arteriolen te vernauwen door contact te maken met de AT1-receptor. Tevens zet het de bijnier aan om aldosteron te maken, een hormoon dat de nier aanzet om zout en dus vocht vast te houden. Deze stappen van het Renine-angiotensine-systeem (RAS) kunnen met medicijnen beïnvloed worden om  de bloeddruk te verlagen, te weten remming van renine, ACE-remming en het blokkeren van de AT1-receptor waardoor de functie van angiotensine II wordt verminderd.
Een andere belangrijke regelaar van de bloeddruk is het sympathische zenuwstelsel.
De neurotransmitters adrenaline en noradrenaline vernauwen de  meeste arteriolen, versnellen het hart, verhogen de druk (maken het lichaam klaar als het moet vechten of vluchten). Blokkade van de receptoren van het sympathische zenuwstelsel (alfa- en bètareceptoren) verlaagt de bloeddruk. Er bestaan alfa-, bèta-, en alfa-bètablokkers.
De grenzen van de bloeddruk worden goed bewaakt door deze mechanismen. Ook een te hoge bloeddruk wordt binnen bepaalde, te hoge, grenzen gehouden, zodat een deel van de behandeling wordt tegengewerkt. Een bètablokker kan er daardoor toe leiden dat er vocht wordt vastgehouden. Daarom worden er bij hoge bloeddruk dikwijls combinaties van medicijnen voorgeschreven, zoals een bètablokker met een diureticum.
Door te interveniëren bij de regeling van de bloeddruk, ontregelt men mogelijk ook aanpassing van de bloeddruk aan de positie van het lichaam. In de halsslagader bevinden zich sensors  die de bloeddruk reguleren. Gaat iemand van een liggende houding plotseling staan, dan zou het bloed uit het hoofd vloeien met een soort flauwte als gevolg, ware het niet dat een reflex vanuit de halsslagader de druk op peil houdt. Veel bloeddrukverlagers hebben dan ook orthostatische hypotensie als bijwerking. Het is een uitdaging de bloeddruk zo te regelen, dat hij binnen normale waarden blijft, ongeacht de houding.

### Voorbeelden
| Groep                               | 1e of 2e keus              | Belangrijkste werking                                                                                                  | Voorbeelden stofnamen | Bijwerkingen | Andere indicaties waarvoor in gebruik                                                                                |
| ----------------------------------- | -------------------------- | --- | --- | --- | --- |
| Bètablokkers                        | 1e keus                    | werken op de snelheid en de kracht van de hartwerking                                                                  | acebutolol atenolol betaxolol bisoprolol metoprolol oxprenolol pindolol propranolol                                                       | duizeligheid, trage pols, vermoeidheid, impotentie, uitlokken van een astma-aanval. | snelle hartfrequentie; een te snel werkende schildklier; angina pectoris en hartfalen, migraine, tremor.             |
| Alfa- en bètablokker                | 2e keus                    | Als bètablokkers; tevens vaatverwijdend                                                                                | labetalol carvedilol celiprolol nebivolol                                                                                                 | | |
| Diuretica                           | 1e keus                    | Vochtafdrijvend en vaatverwijdend                                                                                      | chloortalidon chloorthiazide hydrochloorthiazide pinadapamide furosemide bumetamide                                                       | verlaging kalium; verslechtering nierfunctie; piekdiurese, vooral bij de twee laatstgenoemde | hartfalen, oedeem |
| Kaliumsparende diuretica            | 2e keus                    | Combinatie van een diureticum met een kaliumsparend diureticum                                                         | triamtereen/epitizide amiloride/hydrochloorthiazide triamtereen/hydrochloorthiazide spironolacton                                         | verhoging kalium; zie verder hierboven | |
| Calciumblokkers                     | 1e keus                    | Vaatverwijdend; sommige: vertraging hartritme; verminderde energiebehoefte hart                                        | amlodipine barnidipine diltiazem felodipine isradipine lacidipine lercanidipine nicardipine nifedipine nisoldipine nitrendipine verapamil | blozen, hoofdpijn; kortwerkende doen de sterfte mogelijk juist toenemen | ritmestoornissen met te snel ritme; angina pectoris; raynaudfenomeen                                                 |
| ACE-remmers                         | 1e keus                    | Remmen het ACE, een onderdeel van het RAS (renine angiotensine systeem) dat de bloeddruk verhoogt                      | benazepril captopril cilazapril enalapril fosinopril lisinopril perindopril quinapril ramipril zofenopril                                 | Bij te snelle verhoging wegrakingen, met name bij gebruik van diuretica; prikkelhoest; verhoging kalium                                                                                             | voorkomt nierbeschadiging bij bijv diabetes; hartfalen.                                                              |
| Renineremmer                        | 2e keus                    | Krachtige selectieve remming van renine                                                                                | aliskiren | nierfunctiestoornissen zijn gemeld | |
| Angiotensine-antagonisten           | 2e keus (nu nog 5-11-2011) | Blokkeren de AT1 receptor waardoor angiotensine II geen vaatvernauwing en aldosteronverhoging kan veroorzaken.         | candesartan eprosartan irbesartan losartan olmesartan telmisartan valsartan                                                               | | |
| Alfablokkerende middelen            | 2e keus                    | Vaatverwijdend | doxazosine ketanserine prazosine urapdidil                                                                                                | orthostatische hypotensie; vooral in het begin van de behandeling; geen eerste keus | |
| Centraal werkende anti-hypertensiva | 3e keus                    | Werken in op bepaalde kernen van de hersenstam die o.a. de sympathicus reguleren, bijvoorbeeld op de alfa-2 receptoren | alfamethyldopa clonidine moxonidine | clonidine: sufheid, droge mond; vermoeidheid, duizeligheid; mag niet plotseling gestaakt worden; alfamethyldopa: parkinsonisme; leverbeschadiging; monoxidine vermoeidheid, duizeligheid, hoofdpijn | Clonidine wordt ook gebruikt bij overgangsproblemen, migraine, heroine-afkick, ADHD. Monoxidine als haargroeimiddel. |

Er zijn vier mogelijkheden als eerste keus. De keus daartussen wordt bepaald door de eventuele bijkomende ziekten: bij hartfalen of eiwit in de urine zou men kunnen kiezen voor een ACE-remmer, bij  ritmestoornissen een calciumantagonist, bij angina pectoris een bètablokker, bij oedemen eventueel een diureticum.
Bij astma kiest men bij voorkeur geen bètablokker, bij een te hoog kalium geen ACE-remmer enz.

### Maligne (kwaadaardige) hypertensie
Meestal is er geen noodzaak om hoge bloeddruk met spoed te behandelen. Bij de zeldzame maligne hypertensie moet echter wel ingegrepen worden; hierbij is er een torenhoge bloeddruk die alsmaar blijft stijgen en gepaard gaat met oogafwijkingen en eiwit in de urine. Hierbij lopen de hersenen gevaar. Behandeling bestaat uit de toediening van een vaatverwijder, bijvoorbeeld nitroprusside per infuus.